# アルトゥール・ドレフス

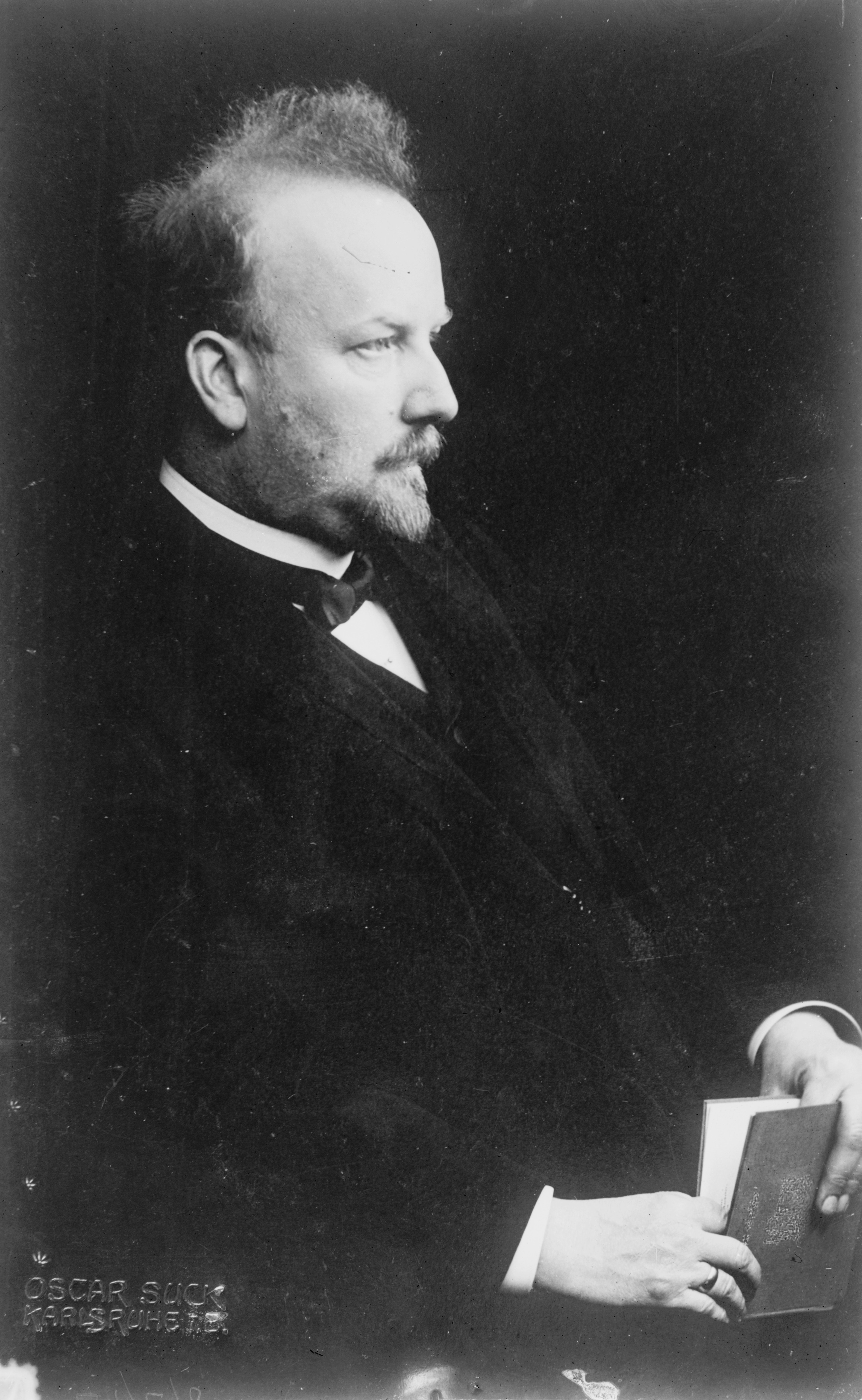
アルトゥール・ドレフス

クリスティアン・ハインリッヒ・アルトゥール・ドレフス（Christian Heinrich Arthur Drews、1865年11月1日 - 1935年7月19日）はドイツの哲学者、著作家、ドイツ一元論の典型的人物。彼は近代ドイツのシュレースヴィヒ＝ホルシュタイン州ユーテルゼンで生まれた。
彼はカールスルーエ大学の哲学、ドイツ語の教授になった。勤めていた間、彼は広範にかつ様々な事柄について書いており、宗教についての非正統的考えのため、ニーチェ哲学の反復的攻撃のため、しばしば論議を呼んだ。
彼がオープンなナチス支持者であったことはないが、ドレフスによる随筆のいくつかは彼等の思想への幾らかの共感を示唆している。とはいえ反ユダヤ主義は拒絶した。彼は自著Deutsche Religion（1934年）の中でゲルマン主義宗教運動（en:German Faith Movement）への共感を示した。

## キリスト神話説
ブルーノ・バウアー、アルベルト・カルソッフ（Albert Kalthoff）と共に、アルトゥール・ドレフスは、歴史的イエスの実在に反対するキリスト神話説派の代表的人物として最もよく知られている。彼の著作Die Christusmythe（『キリスト神話』）は「キリスト」像は、ある時代の神話的、黙示録的概念からはじまったと論じる説について詳述する。この本は、かなりの論争を引き起こし、ドレフスは多くの公然の論争に引き合いに出された。それらはしばしば感情的に非難されるようになった。アルベルト・シュヴァイツァーすら『イエスの生涯』（1913年）でドレフスの主張に一章を割いている。今日、『キリスト神話』はドレフスの生地ドイツではあまり知られていない。しかし英語圏では重要なものとして残存している。そこでは今でも翻訳書を入手出来る。
Die Christusmytheの初版と第二版はドレフス筆の前書きを含んでいる。そこで彼は「目的は史的イエスについての全てが神話的人物像を持っており、従って歴史上の人物としての実在を想定する必要が無いことを示すことだ」と述べている。

## ニーチェとナチズムについて
ドレフスはまた、Nordische Stimmen誌4号(1934年: 172-79頁)掲載の論文
Nietzsche als Philosoph des Nationalsozialismus?（『ニーチェはナチズムの哲学者か？』） でフリードリヒ・ニーチェの哲学の批評をこころみた。そこでドレフスはニーチェを「全ドイツ人の敵」として記述し、個人的利益より先にくる一般的善である国家社会的原則と正反対の個人主義者とした。
ドレフスは「今日、ニーチェについて述べる多くの人々は彼の「哲学」のケーキからレーズンだけを摘み取っているだけであり、思想の文脈の全てが不明瞭な観念を有している彼の著作から、格言的なやり方を供給している」と嘆いた。20世紀のニーチェ学者ウォルター・カウフマン（en:Walter Kaufmann）もNietzsche: Philosopher, Psychologist, AntiChristで国家社会主義とニーチェ思想との相いれなさについて、おおむね同じ評価を提供している。
ドレフスは1935年7月19日にバーデン・ブール（en:Bühl）のイレナウ（Illenau）で亡くなった。

## 著作
- Die deutsche Spekulation seit Kant, 2 vols., 1893
- Die Petruslegende, 1910
- Das Markusevangelium, 1921
- Einfuehrung in die Philosophie, 1922
- Psychologie des Unbewussten, 1924
- Deutsche Religion, 1934